# Заруцкий, Александр Александрович
Алекса́ндр Алекса́ндрович Зару́цкий (каз. Александр Александрович Заруцкий; род. 26 августа 1993, Нальчик) — казахстанский футболист, вратарь клуба «Кайрат» и сборной Казахстана. Сын футболиста Александра Заруцкого.

## Карьера
Карьера игрока началась в «Шахтёре» с 2011 года.За основу команду дебютировал в 2013 году.После этого игрок провел ещё 3 сезона за Фк«Шахтёр» Караганда.В 2019 году игрок перешёл в Фк «Атырау» Атырау.В середине сезона,игрок перешёл в состав Фк«Иртыш»Павлодар.В 2020 году игрок в летнее трансферов окно перешёл в Фк «Кайсар» кызылорда.С 2021 года Александр играет в Фк «Астана» Астана и «национальная Сборная Казахстана»

## Достижения
«Шахтёр» (Караганда)
- Чемпион Казахстана (2): 2011, 2012
- Обладатель Кубка Казахстана: 2013
- Обладатель Суперкубка Казахстана: 2014

«Кызыл-Жар»
- Серебряный призёр Первой лиги Казахстана: 2017

«Астана»
- Чемпион Казахстана: 2022
- Обладатель Суперкубка Казахстана: 2023

## Статистика выступлений

### Клубная карьера
| Клуб             | Сезон            | Лига | Лига | Кубок | Кубок | Еврокубки | Еврокубки | Итого | Итого |
| Клуб             | Сезон            | Игры | Голы | Игры  | Голы  | Игры      | Голы      | Игры  | Голы  |
| ---------------- | ---------------- | ---- | ---- | ----- | ----- | --------- | --------- | ----- | ----- |
| Шахтёр           | 2013             | 1    | -3   | 0     | 0     | 0         | 0         | 1     | -3    |
| Шахтёр           | 2014             | 0    | 0    | 0     | 0     | 0         | 0         | 0     | 0     |
| Шахтёр           | 2015             | 9    | -13  | 0     | 0     | —         | —         | 9     | -13   |
| Шахтёр           | Итого            | 10   | -16  | 0     | 0     | 0         | 0         | 10    | -16   |
| Кызыл-Жар СК     | 2017             | 1    | -2   | 0     | 0     | —         | —         | 1     | -2    |
| Кызыл-Жар СК     | Итого            | 1    | -2   | 0     | 0     | —         | —         | 1     | -2    |
| Атырау           | 2019             | 2    | -3   | 1     | 0     | —         | —         | 3     | -3    |
| Атырау           | Итого            | 2    | -3   | 1     | 0     | —         | —         | 3     | -3    |
| Иртыш            | 2019             | 7    | -6   | 0     | 0     | —         | —         | 7     | -6    |
| Иртыш            | 2020             | 0    | 0    | —     | —     | —         | —         | 0     | 0     |
| Иртыш            | Итого            | 7    | -6   | 0     | 0     | —         | —         | 7     | -6    |
| → Иртыш М        | 2019             | 1    | 0    | —     | —     | —         | —         | 1     | 0     |
| → Иртыш М        | Итого            | 1    | 0    | —     | —     | —         | —         | 1     | 0     |
| Кайсар           | 2020             | 17   | -20  | —     | —     | 1         | -4        | 18    | -24   |
| Кайсар           | Итого            | 17   | -20  | —     | —     | 1         | -4        | 18    | -24   |
| Астана           | 2021             | 7    | -4   | 8     | -4    | 1         | 0         | 16    | -8    |
| Астана           | 2022             | 11   | -8   | 4     | -3    | 1         | -1        | 16    | -12   |
| Астана           | 2023             | 7    | -7   | 5     | -3    | 0         | 0         | 12    | -10   |
| Астана           | 2024             | 8    | -8   | 1     | 0     | 1         | -2        | 10    | -10   |
| Астана           | Итого            | 33   | -27  | 18    | -10   | 3         | -3        | 54    | -40   |
| → Астана М       | 2021             | 2    | -1   | —     | —     | —         | —         | 2     | -1    |
| → Астана М       | 2022             | 3    | 0    | —     | —     | —         | —         | 3     | 0     |
| → Астана М       | Итого            | 5    | -1   | —     | —     | —         | —         | 5     | -1    |
| Всего за карьеру | Всего за карьеру | 76   | -75  | 19    | -10   | 4         | -7        | 99    | -92   |

### Выступления за сборную
| Сборная   | Год   | Отборочные матчи ЧМ | Отборочные матчи ЧМ | Отборочные матчи ЧЕ | Отборочные матчи ЧЕ | Лига наций УЕФА | Лига наций УЕФА | Товарищеские матчи | Товарищеские матчи | Итого | Итого |
| Сборная   | Год   | Игры                | Голы                | Игры                | Голы                | Игры            | Голы            | Игры               | Голы               | Игры  | Голы  |
| --------- | ----- | ------------------- | ------------------- | ------------------- | ------------------- | --------------- | --------------- | ------------------ | ------------------ | ----- | ----- |
| Казахстан | 2024  | −                   | −                   | −                   | −                   | −               | −               | 1                  | −1                 | 1     | −1    |
| Итого     | Итого | −                   | −                   | −                   | −                   | −               | −               | 1                  | −1                 | 1     | −1    |